# Lydia Field Emmet

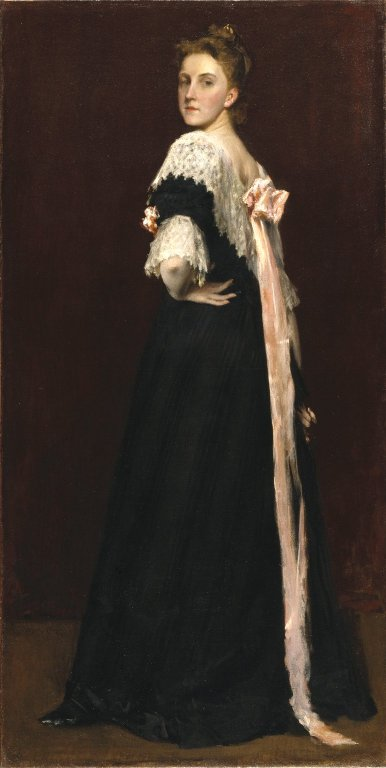
Lydia Field Emmet porträtiert von William Merritt Chase (ca. 1892). Brooklyn Museum, New York

Lydia Field Emmet (* 23. Januar 1866 in New Rochelle, New York; † 16. August 1952 in West Redding, Connecticut) war eine US-amerikanische Malerin. Sie ist vor allem als Porträtmalerin, insbesondere von Kindern, bekannt.

## Leben
Lydia Field Emmet wurde 1866 in eine prominente Familie aus New York geboren. Sie war eine Nichte der Frauenrechtlerin Elizabeth Cady Stanton und stammte aus einer künstlerisch begabten Familie. Zu dieser gehörten auch ihre Schwester Rosina Emmet Sherwood und ihre Cousine Ellen Emmet Rand, die ebenfalls bekannte Künstlerinnen wurden. Lydia Emmets Talent (und ihr Unternehmergeist) zeigte sich schon früh, als sie im Alter von 14 Jahren damit begann, Illustrationen zu verkaufen. 1884 reiste sie mit ihrer Schwester Rosina nach Europa, wo sie sechs Monate lang an der Académie Julian in Paris studierten. In den späten 1880er Jahren verkaufte Emmet Tapetendesigns, fertigte Illustrationen für Harper’s Weekly an und entwarf Glasmalereien für die Tiffany Glass Company. Von 1889 bis 1895 studierte sie an der Art Students League, wo William Merritt Chase und Kenyon Cox ihre Lehrer waren. Chase ernannte sie zur Lehrerin an seiner Shinnecock Summer School of Art auf Long Island, wo sie mehrere Semester lang Vorbereitungskurse unterrichtete. Lydia Field Emmet posierte auch für eines seiner elegantesten Porträts, das sich heute in der Sammlung des Brooklyn Museums befindet. Im Jahr 1893 malten Lydia Field Emmet und ihre Schwester Rosina Wandgemälde für das Frauengebäude auf der Weltausstellung in Chicago. Emmets Wandgemälde trug den Titel Art, Science and Literature.

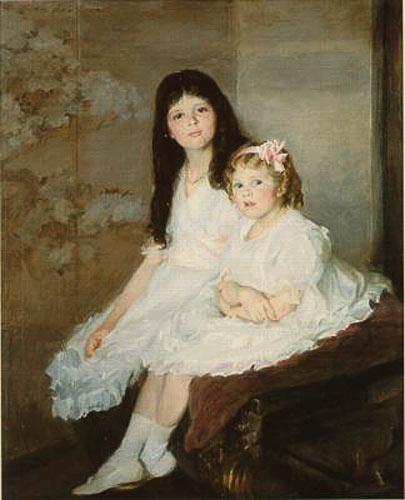
Lydia Field Emmet: MIss Ginnie and Polly (1916). City Art Museum Saint Louis, aus: Eleventh annual exhibition of selected paintings by American artists

In den 1890er Jahren wandte sie sich von ihrer Arbeit als Illustratorin und Designerin ab, um sich auf die Öl- und Pastellmalerei, vor allem auf Porträts, zu konzentrieren. Sie stellte regelmäßig in der National Academy of Design aus. Zudem begann sie eine lukrative Tätigkeit als Miniaturporträtistin, die sie bis 1904 ausübte. Bald nach der Jahrhundertwende waren ihre Porträts bei den Mitgliedern der Ostküsten-Elite sehr gefragt. Ihr Stil zeigt den Einfluss ihres Lehrers Chase sowie Ähnlichkeiten mit John Singer Sargent und Cecilia Beaux. 1912 wurde sie zum Vollmitglied der National Academy gewählt und gewann im Laufe ihrer Karriere zahlreiche Preise bei nationalen Wettbewerben. Sie malte bis zu ihrem Tod am 16. August 1952 in New York City und in ihrem Sommerhaus Strawberry Hill in Stockbridge, Massachusetts.

## Werk

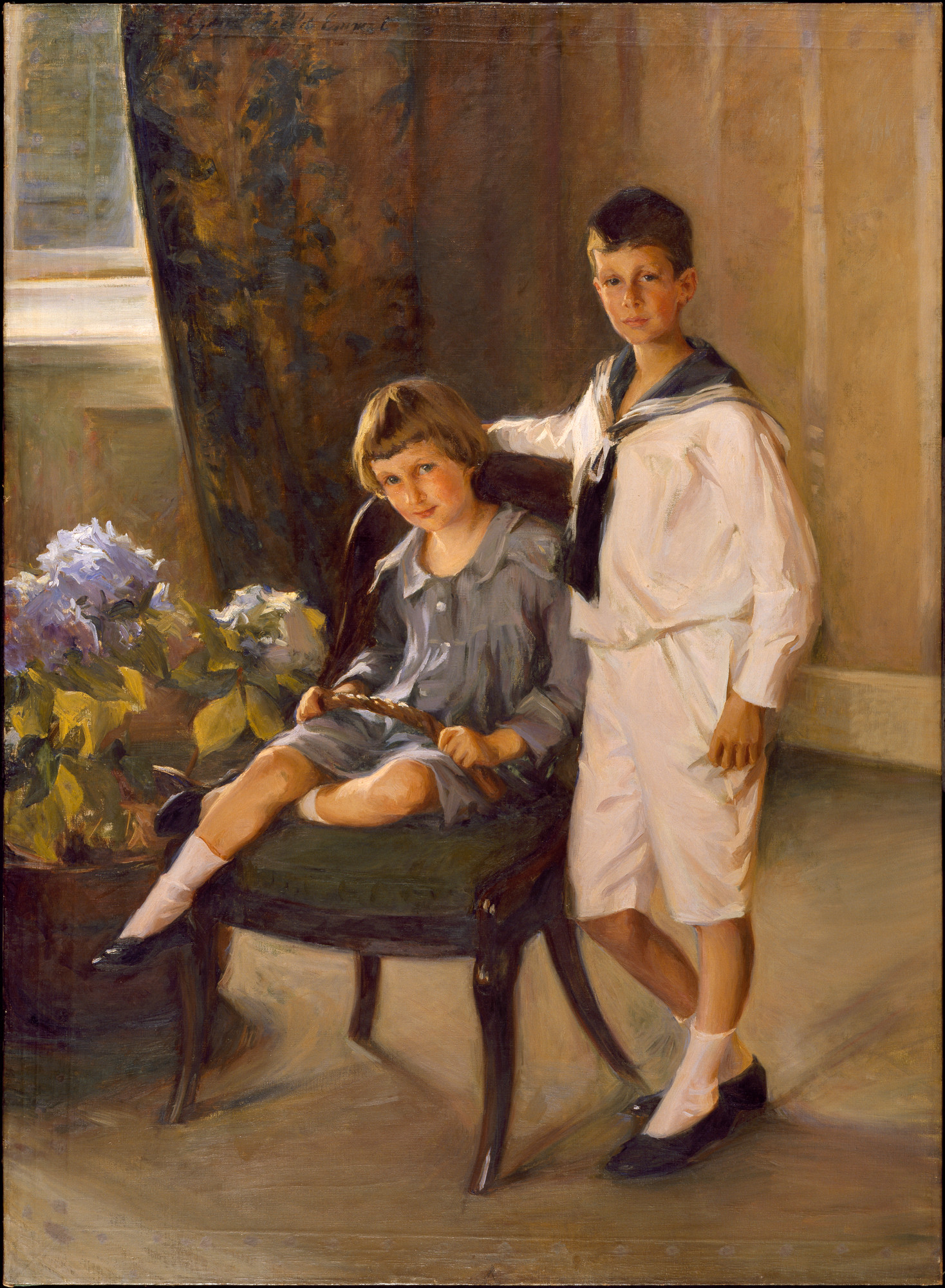
Lydia Field Emmet: The Brothers (1909). Brooklyn Museum, New York

Lydia Field Emmet  spezialisierte sich auf Porträts, vor allem von Frauen und Kindern aus der Oberschicht. Ihr Stil ist realistisch mit impressionistischen Einflüssen, gekennzeichnet durch ein feines Gespür für Farbe, Textur und psychologische Tiefe. Ihre Werke sind in zahlreichen amerikanischen Museen und Privatsammlungen vertreten.